# Panachraesta paludosa
Panachraesta paludosa är en spindelart som beskrevs av Simon 1900. Panachraesta paludosa ingår i släktet Panachraesta och familjen hoppspindlar. Inga underarter finns listade i Catalogue of Life.